# Апресян Рубен Грантович
Рубéн Грáнтовіч Апресян (рос. Рубен Грантович Апресян; нар. 30 грудня 1953, Москва) — російський філософ, доктор філософських наук (1993), професор (2000). Завідувач сектору етики Інституту філософії РАН від 1994 року дотепер.

## Біографія
1976 року закінчив філософський факультет Московського державного університету імені М. В. Ломоносова.
В 1981 — 1987 роках — викладач кафедри етики філософського факультету МДУ ім. М. В. Ломоносова.
В 1987 — 1993 роках — старший науковий співробітник сектора етики Інституту філософії РАН (до 1992-АН СРСР).
В 1991 — запрошений професор кафедри філософії Університету Вільфреда Лор'є.
З 1994 — донині — завідувач сектором (лабораторією) етики Інституту філософії РАН.
В 1995-2001 роках — професор кафедри філософії Тульського державного педагогічного університету ім. Л. М. Толстого.
З 1996 — професор кафедри етики філософського факультету МДУ ім. М. В. Ломоносова.
З 1999 — по теперішній час — професор-сумісник Інституту філософії (факультету) Державного університету гуманітарних наук
В 2001 — 2004 роках — професор-сумісник Московської вищої школи соціальних та економічних наук.
З 2003 року — головний науковий співробітник Центру прикладної етики Тюменського державного університету нафти та газу, а також запрошений професор Новгородського державного університету ім. Ярослава Мудрого.
З 2012 року — завідувач відділом аксіології та філософської антропології Інституту філософії РАН.
Під науковим керівництвом Р. Г. Апресяна в 1996—2006 роки підготовлено до захисту 6 аспірантів, а в 2002—2006 роках 2 докторанта.

## Наукова діяльність
В 1979 в МДУ ім. М. В. Ломоносова захистив дисертацію на здобуття наукового ступеня кандидата філософських наук за темою «Навчання про моральних почуттях в англійському етичному сентименталізмі XVIII століття».
1993 року в Інституті філософії РАН захистив дисертацію на здобуття наукового ступеня доктора філософських наук за темою «Ідея моралі та базові нормативно-етичні програми».
Автор праць в галузі історії та теорії моральної філософії, походження моралі, нормативної та прикладної етики, філософських проблем війни, освіти, ненасильства, толерантності, любові.

## Політичні погляди
У березні 2014 року, після російської інтервенції в Україну, разом з рядом інших відомих діячів науки і культури Росії висловив свою незгоду з політикою російської влади в Криму. Свою позицію вони виклали у відкритому листі

## Нагороди
- Почесний доктор Упсальского університету (2012).